# Anna Klara Fischer
Pour les articles homonymes, voir Fischer.
Anna Klara Fischer (née le 22 octobre 1887 à Brunswick et morte le 24 mars 1967 à Brême) est une militante politique allemande. Elle s'implique particulièrement dans la lutte contre l'alcoolisme en raison de ses conséquences déplorables sur la situation des femmes et des enfants. Elle est également une des cofondatrices du Comité des femmes de Brême.

## Biographie

### Provenance et premières années
Anna Klara Schmelzkopf est née le 22 octobre 1887 à Brunswick. Elle est une des sept enfants de Friedrich Heinrich Schmelzkopf, un instituteur et Anna Brandt. Elle fréquente une école secondaire pour filles et, après avoir obtenu son diplôme, travaille comme professeure d'anglais et de biologie dans une école publique de Braunschweig. En même temps, elle travaille à temps partiel comme journaliste,.
Ses lettres de l'époque montrent un important engagement politique et une confiance en soi ainsi qu'une volonté de soutenir les opprimés. Fortement influencée par les courants sociaux de l'époque, Anna Klara Schmelzkopf s'engage dans le mouvement de jeunesse Wandervogel qui allie l'amour de la randonnée et de la nature à une hostilité à l'industrialisation et à une forme de nationalisme fondé sur une vision romancée du passé. Comme tous les mouvements de masse non contrôlés par le gouvernement, les Wandervogel sont considérés avec suspicion par l'establishment politique. Pour Anna Klara Schmelzkopf, mener une vie saine, en harmonie avec la nature et opposée au militarisme est parfaitement en accord avec les objectifs sociaux et plus larges du mouvement des femmes émergeant.
En 1912, elle épouse Paul Fischer, un enseignant et camarade du mouvement Wandervogel, issu d'une famille de théologiens. Le couple s'installe à Brême et a deux filles, en 1918 et 1925.

### Le mouvement pour la tempérance
En 1913, elle rencontre Ottilie Hoffmann (en), une pionnière du mouvement pour la tempérance et fondatrice en 1900 du Deutscher Bund für abstinente Frauen. Elles deviennent amies pour le reste de leur vie. Anna Klara Fischer rejoint le mouvement d'Ottilie Hoffmann et devient une militante convaincue de la tempérance,. En 1921, Ottilie Hoffmann désigne Anna Klara Fischer pour lui succéder à la présidence du Frauenvereins für alkoholfreie Kultur in Bremen ( Association des femmes allemandes pour la culture non  alcoolique à Brême),. Elle dirige l'association jusqu'à sa mort en mars 1967. Elle élargit considérablement le réseau de bars et restaurants sans alcool ancé paOttilie Hoffmann en 1910.
À partir de 1924, elle siège au conseil d'administration national du Deutscher Frauenbund für alkoholfreie Kulture (Association des femmes allemandes pour la culture non alcoolique) et en 1934, elle en devient la présidente fédérale,.
En 1933, l'arrivée au pouvoir des nazis conduit rapidement à la dictature à parti unique. Anna Klara Fischer, pacifiste convaincue, réussit à gérer les contradictions et à maintenir la capacité d'action de l'association. Au début, elle espère même que les national-socialistes vont soutenir leur action en faveur d'une vie saine et la lutte contre la drogue et l'alcool. Après tout, Hitler est végétarien et il se dit qu'il ne boit que peu d'alcool ... La continuité de l'association est tout de même difficile mais Anna Klara Fischer réussit à empêcher son intégration dans la Ligue national-socialiste des femmes malgré les pressions.

### L'après-guerre
Après 1945, Anna Klara Fischer poursuit son action, la guerre et le nazisme ont renforcé ses convictions pacifistes. Elle supervise la reconstruction des bars et restaurants sans alcool détruits par les bombardements de Brême (en) au début des années 1940 et étend le réseau.
À sa suggestion, la Woman's Christian Temperance Union choisit Brême pour sa convention de 1956 . Elle y est élue vice-présidente de l'organisation et, en novembre 1962, première vice-présidente,.

### Le Comité des femmes de Brême
En 1946, elle s'associe aux féministes-politiciennes Agnes Heineken, Anna Stiegler, Käthe Lübeck et Irmgard Enderle pour fonder le Comité des femmes de Brême, une fédération neutre pour toutes les organisations de femmes du land de Brême,. Entre 1951 et 1959, elle en est la présidente, succédant à Agnes Heineken.
Anne Klara Fischer décède le 24 mars 1967 à Brême.

## Distinctions
- Anna Klara Fischer est présidente honoraire du Deutsche Frauenbund für alkoholfreie Kultur[4].
- Elle reçoit l'insigne d'honneur d'or et d'argent de l'Association paritaire allemande du bien-être (de) [2],[4].
- Une rue de Brême est renommée Anna-Klara-Fischer-Straße en 1952 en son honneur[2].